# Hardstyle
Hardstyle là một thể loại nhạc nhảy điện tử xuất hiện vào cuối những năm 1990 có nguồn gốc từ Hà Lan, Bỉ và Ý. Nó kết hợp những ảnh hưởng từ hard trance, hard techno, hard house và hardcore.
Thời kỳ đầu, hardstyle thường được sáng tác ở tốc độ 140 BPM, tuy nhiên hardstyle hiện đại có thể có tốc độ nhanh hơn hoặc bằng 150 BPM. Nó bao gồm những âm thanh được gọi là "kick" đi kèm với một âm trầm được gọi là "reverse bass". Hardstyle hiện đại có thể được nhận biết bằng cách sử dụng các giai điệu tổng hợp và âm thanh méo mó, cùng với sự kết hợp đặc trưng giữa bộ gõ và âm trầm của nó. Thể loại này đã được chấp nhận về mặt thương mại vào những năm 2010, khi các nghệ sĩ hardstyle biểu diễn trên các sân khấu lễ hội âm nhạc EDM lớn trên khắp thế giới.
Ban đầu, hardstyle được phân loại là một thể loại phụ của hard trance, nhiều bản nhạc hardstyle đầu tiên có nhiều điểm tương đồng với hard trance dù tại một thời điểm nào đó hai thể loại này gần như không thể phân biệt được với nhau. Tuy nhiên, hardstyle đã phát triển thành thể loại riêng, độc đáo, khác biệt đáng kể so với thể loại mà nó sinh ra